# Adrien Bonnefoy-Sibour
Pour les articles homonymes, voir Bonnefoy-Sibour, Bonnefoy et Sibour.
Adrien Bonnefoy-Sibour, né le 23 octobre 1881 à Pont-Saint-Esprit (Gard) et mort le 15 août 1966 à Sauvigney-lès-Gray (Haute-Saône), est un haut fonctionnaire français.
Après trente ans d’un parcours à la progression régulière et sans histoire, il connait subitement pour quelques semaines une fâcheuse notoriété quand des circonstances mouvementées le placent à la tête de la police parisienne lors des évènements dits du 6 février 1934. Cet épisode d'un mois et demi, émaillé de graves troubles faisant de nombreuses victimes, s'avérera pour lui une épreuve si pénible que « sur sa demande » le décret du 17 mars 1934 le rétablira dans ses fonctions antérieures, où il reprendra le cours tranquille de sa carrière. .

## Biographie
Adrien Georges Alphonse Bonnefoy-Sibour est le fils de Georges Bonnefoy-Sibour, petit-fils de Jacques (Adrien) Bonnefoy-Sibour, qui se sont succédé à la fois comme maires de Pont-Saint-Esprit et sénateurs du Gard. À la différence de ses ascendants, il n'exercera pas de fonctions électives, mais après des études de droit couronnées d'un doctorat, fera toute sa carrière dans la haute fonction publique de l'État, dont il gravira progressivement tous les échelons.

### Premiers postes occupés
Le 16 février 1903, encore étudiant, il est recruté comme chef de cabinet du préfet de l'Hérault.
Trois ans plus tard, il devient secrétaire général de l'Aveyron, puis chef adjoint de cabinet du ministre des colonies. Il intègre ensuite le corps préfectoral comme sous-préfet de Gray (Haute-Saône).
En 1914, il est nommé sous-préfet de Béthune (Pas-de-Calais), et occupe durant toute la guerre ce poste, dans une ville menacée et bombardée où il se distinguera par sa bravoure et son dévouement.
Ainsi, le 24 janvier 1915, il est cité parmi les fonctionnaires qui se sont distingués par leur belle conduite depuis le début des hostilités avec pour motif : « n'a cessé, depuis que Béthune est bombardée, de remplir ses fonctions avec sang-froid et courage et par son zèle vigilant a pu, dans son arrondissement, souvent visité par l'ennemi, assurer la continuation des services publics ». En avril 1915 sa femme donne naissance à la première de ses trois filles, Georgette, dans les caves de la sous-préfecture. Fait chevalier de la Légion d'honneur par décret du 14 octobre 1916, deux jours plus tard dans les ruines de Béthune, il est le premier sous-préfet décoré en temps de guerre par le président de la République Raymond Poincaré.
En 1918, après de nouvelles menaces de prise de la ville par les Allemands, il est à nouveau cité pour sa belle conduite.
Après l'Armistice, il assure d'abord l'intérim de la préfecture de l'Aisne, avant d'être nommé préfet de la Haute-Vienne, puis de retrouver l'Aisne comme préfet en titre.
Le 12 octobre 1922, il est nommé préfet de Seine-et-Oise, département dans lequel il exercera ses fonctions plus de treize ans, avec une brève parenthèse en 1934.

### Le bref passage à lapréfecture de policeen février-mars 1934
Tranchant avec le reste de sa carrière, cette courte période sera très agitée. En effet, après une nomination inopinée, son action sera fortement décriée. Cependant aucune responsabilité ne lui étant juridiquement imputable, il pourra regagner la préfecture de Seine-et-Oise pour y retrouver sereinement des fonctions qu'il n'avait, semble-t-il, pas souhaité quitter. 

#### Une nomination inopinée
Le 3 février 1934, il a été nommé dans la précipitation, et à son corps défendant préfet de police de la ville de Paris et du Département de la Seine en remplacement de Jean Chiappe, brutalement limogé dans des conditions provoquant tout à la fois une grave crise gouvernementale, un violent mouvement d'opinion, et la démission par solidarité du préfet de la Seine, Édouard Renard. En outre, à la demande expresse du gouvernement, il a dû, avant même la parution de son décret de nomination, rejoindre son poste et improviser son installation dans l'urgence à la Préfecture alors que son prédécesseur, souffrant, y séjourne encore. Même s'il prend soin de conserver le même directeur de cabinet , la brusquerie de son arrivée à la préfecture de police ne contribuera pas à améliorer ses relations avec son personnel et celui de la police municipale, majoritairement acquis à Jean Chiappe.
Il sera alors tout à la fois présenté par l'extrême droite comme un franc-maçon à la solde des radicaux et des socialistes, et par l'extrême gauche comme un « matraqueur de grévistes ».

#### Une action décriée

##### Des carences sur le terrain
Lors des désordres du 6 février et des jours suivants, il est présent sur les principaux lieux des troubles pour commander une police sur laquelle il n'a pu encore affermir son autorité. Dépourvu d'expérience du maintien de l'ordre en temps de paix, et privé du concours de Paul Guichard, directeur général de la police municipale, hospitalisé à la dernière minute pour une opération de l'appendicite dont l'urgence sera discutée, il est manifestement dépassé par l'ampleur des troubles insurrectionnels orchestrés par les ligues d'extrême droite et ne maîtrise plus le comportement du personnel placé sous ses ordres. Après que les forces de l'ordre eurent ouvert le feu sur la foule, le bilan des émeutes et de leur répression en nombre de morts et de blessés, tant du côté manifestants que de la police, s'avérera donc consternant, Jean Chiappe, son prédécesseur, n'hésitant pas à affirmer après coup  « si j'avais été le préfet de police du 6 février, la France n'aurait pas eu de morts à déplorer ».

##### Des mesures préventives attentatoires aux libertés
Arrestations
Conjointement avec Ernest Perrier, directeur des Renseignements généraux, sur instructions du ministre de l'Intérieur Eugène Frot, au soir du 6 février, il ordonnera un certain nombre d'arrestations préventives, essentiellement parmi les militants d'extrême droite susceptibles de participer à d'autres manifestations.
Interdiction des manifestations
Par arrêté du 7 février 1934, au motif que « les manifestations qui ont eu lieu à Paris ces jours derniers ont gravement troublé l'ordre et compromis la sécurité publique », il interdit à Paris et dans le département de la Seine « tout cortège et tout rassemblement sur la voie publique ».
Saisie de presse
Après avoir tenté vainement d'appréhender Charles Maurras, Léon Daudet, et Pierre Pujo, la crainte que leurs écrits dans L'Action Française ne contiennent l'appel à de nouvelles émeutes poussera Adrien Bonnefoy-Sibour à faire saisir préventivement, avant leur mise en vente à Paris et dans le département de la Seine, la totalité des exemplaires du numéro daté du 7 février 1934 du journal. Cette mesure sera à l'origine d'un contentieux complexe resté célèbre en matière de protection des libertés fondamentales à cause de l'arrêt de principe du Tribunal des conflits qui le conclura.

#### Une responsabilité atténuée
Dans la répression des émeutes
Dans un tract, le Mouvement franciste lui reprochera les dizaines de morts et de blessés provoqués par la répression en insistant sur son appartenance à la franc-maçonnerie. Des plaintes pour « crime prévu et puni par les articles 295 et suivants du Code pénal » seront déposées contre lui et le ministre de l'Intérieur, notamment par Georges Delavenne, conseiller municipal blessé par les tirs des gardes mobiles, mais seront classées sans suite par le Parquet. La commission parlementaire créée en vue d'analyser les évènements l'exonérera elle aussi de toute responsabilité pénale, contre l'avis, toutefois, d'une minorité de ses membres, qui provoqueront la clôture de ses travaux en démissionnant. Elle ne lui en reprochera pas moins de nombreuses carences et erreurs justifiant la transmission de ses procès-verbaux au Président du Conseil en vue d'éventuelles poursuites disciplinaires, tout en concédant que lors de la manifestation du 6 février il était « dans les circonstances difficiles et gêné par la défaillance d'un certain nombre de collaborateurs ». 
Dans la prise des mesures préventives
- Les arrestations : Le ministre de l'Intérieur en revendiquait la responsabilité en ces termes : « je ne sais pas qui on a arrêté, mais quiconque a été arrêté, c'est moi qui en ai donné l'ordre »[39]La commission d'enquête constatera que quoique non légales, « elles étaient conformes à des précédents » et qu'en toute hypothèse, « M. Eugène Frot en prend la responsabilité, estimant qu'il avait, en faisant procéder à ces arrestations, empêché le pire »[40].
- La saisie de presse : Le journal L'Action française assignera personnellement devant le tribunal civil de Versailles Adrien Bonnefoy-Sibour pour violation de la liberté de la presse, en lui réclamant 3 000 francs de dommages-intérêts. Toutefois, celui-ci, entre-temps redevenu préfet de la Seine-et-Oise, déclenchera en cette qualité la procédure de conflit positif, alors même qu'il est individuellement impliqué dans l'affaire en tant que préfet de police de Paris, initiative suscitant de délicates questions, tant éthiques que juridiques.

Le tribunal judiciaire se déclarera compétent pour statuer sur l'affaire dans un jugement du 14 décembre 1934, au double motif que le haut fonctionnaire, comme préfet de police, a commis une voie de fait en agissant « à son compte personnel et (...) doit répondre des conséquences dommageables de son initiative devant les tribunaux judiciaires », et comme préfet de Seine-et-Oise, a à tort élevé le conflit et doit être condamné aux dépens. 
Cette décision sera dans sa partie la plus essentielle confirmée par le Tribunal des Conflits dans un arrêt du 8 avril 1935, qui qualifie de voie de fait les saisies préventives de journaux ordonnées en tant que préfet de police, mais, subsidiairement, annule la condamnation aux dépens en tant que préfet de Seine-et-Oise, en considérant qu'en élevant le conflit, il ne peut être personnellement responsable, puisque agissant « non comme partie en cause mais comme représentant de la puissance publique ».

### Fin de carrière
Après son retour en Seine-et-Oise, il y reste encore un an et demi, avant d’intégrer la carrière diplomatique par le décret du 17 décembre 1935, qui le nomme ministre plénipotentiaire à Helsinki, poste qu'il rejoindra le 5 mars 1936.
Il est ensuite muté au Danemark comme envoyé extraordinaire et ministre plénipotentiaire de la République à Copenhague, où il sera promu ministre plénipotentiaire de 1re classe.
Il meurt à 85 ans le 13 août 1966 à Sauvigney-lès-Gray où il s'était retiré, et ses obsèques sont célébrées le 14 août.

### Vie familiale
Fiancé, puis marié à Jeanne Caille (1891-1984), de Sauvigney-les-Gray (Haute-Saône), avec laquelle il a eu trois filles: Georgette, Marcelle et Madeleine.

## Distinctions
- Ordre de la Légion d'honneur[50] : 
  - Chevalier par décret du 14 octobre 1916, comme sous-préfet de Béthune ;
  - Officier par décret du 26 juillet 1924, comme préfet de Seine-et-Oise ;
  - Commandeur par décret du 31 janvier 1937, en qualité de ministre plénipotentiaire à Copenhague.
- Titulaire de la Croix de guerre, de la médaille de la reconnaissance française. Une citation militaire et deux citations à l'ordre de la nation.
- Lieutenant de réserve honoraire[51].